# Уналашка
Уналашка (енгл. Unalaska Island) је острво САД које припада савезној држави Аљаска. Површина острва износи 2722 km². Према попису из 2000. на острву је живело 1759 становника.